# Большие Дворы
Больши́е Дворы́ — посёлок городского типа в Московской области России. Входит в Павлово-Посадский городской округ.
Расположен на реке Клязьме, на противоположном берегу от города Павловского Посада (на расстоянии около 1,5 км). До ближайшей железнодорожной станции Павловский Посад расстояние составляет 5 км.
Население — 5771 чел. (2024).

## История
Статус посёлка городского типа (рабочего посёлка) Большие Дворы получили в 1932 году.
С 2005 до 2017 годах в составе Павлово-Посадского муниципального района рабочий посёлок образовывал муниципальное образование городское поселение Большие Дворы площадью 1002 га. К 9 января 2017 года городское поселение упразднено вместе с преобразованием Павлово-Посадского муниципального района в городской округ.
В 2025 году рабочий посёлок преобразован в посёлок городского типа.

## Население
| 1926  | 1939  | 1959  | 1970  | 1979  | 1989  | 2002  | 2006  | 2009  |
| ----- | ----- | ----- | ----- | ----- | ----- | ----- | ----- | ----- |
| 1516  | ↗2392 | ↗4150 | ↗5580 | ↘5228 | ↗5283 | ↘4841 | ↗4980 | ↘4928 |
| 2010  | 2012  | 2013  | 2014  | 2015  | 2016  | 2017  | 2018  | 2019  |
| ↗4952 | ↗4979 | ↗5019 | ↗5073 | →5073 | ↘5026 | ↘4964 | ↘4868 | ↘4781 |
| 2020  | 2021  | 2023  | 2024  |       |       |       |       |       |
| ↘4711 | ↗5798 | ↘5790 | ↘5771 |       |       |       |       |       |

## Достопримечательности
В посёлке имеется молитвенный дом Рождества Христова, а также ретритный центр российской дзогчен-общины «Северный Кунсангар».

## Культура
- МБУК «Большедворское»
- Дом культуры «Арбат»

## Экономика
ПО «Берег», производство пожарного оборудования.

## Транспорт
Павловопосадские автобусные маршруты 27, 21,386,51, 55.